# William Ellery Channing
William Ellery Channing, född den 7 april 1780 i Newport, Rhode Island, död den 2 oktober 1842, var en amerikansk präst, unitarismens fader. Han var bror till redaktören av North American Review, professor Edward Tyrrel Channing och farbror till poeten William Ellery Channing.
Channing tillhörde först den kongregationalistiska kyrkan i Boston men blev snart misstänkt för att vara irrlärig framför allt i fråga om Kristi gudom och försoningsdöd. Efter ett föredrag i Baltimore där han bland annat påtalade treenighetslärans okristlighet, blev det öppen brytning, varefter en unitarisk kyrka bildades. Channing var även socialt verksam och arbetade för slaveriets upphävande, inom nykterhetsrörelsen, för fångvårdsreformer med mera. År 1881 invigdes i Boston Channing Memorial Church.

## Svenska översättningar
- Om sjelfbildning (översättning Adolf Regnér, Stockholm, 1848)
- Napoleon Bonaparte, skärskådad från christligt religiös synpunkt (Analysis of the character of Napoleon Bonaparte) (översättning And. Hertzman, Linköping, 1848)
- Om religionsundervisningen i söndagsskolor och annorstädes: ur ett föredrag om söndagsskolor (översättning Richert von Koch, Stockholm, 1872)
- Ett fullkomligt lif menniskans mål: tolf predikningar (The perfect life) (översättning Maria Söderberg, Almqvist & Wiksell, 1881)